# Singoli al numero uno nella Billboard Hot 100 nel 2006

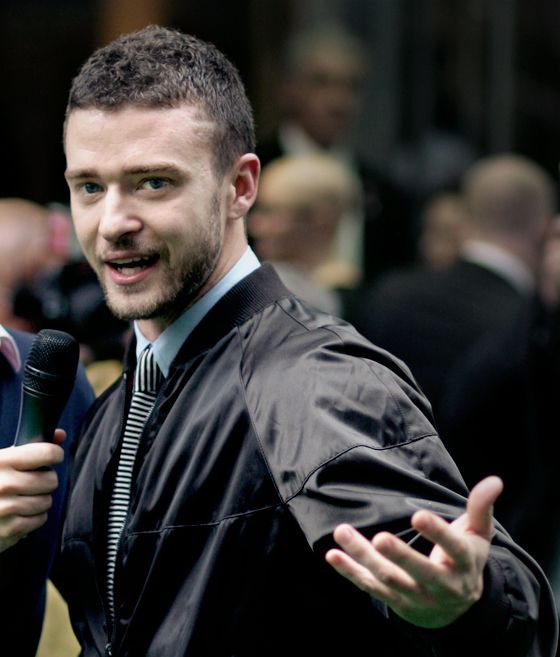
Justin Timberlake ha ottenuto la sua prima numero uno nella Billboard Hot 100 con SexyBack, che è rimasta in vetta per 7 settimane consecutive. Durante il 2006, il cantante otterrà anche la sua 2ª numero della carriera negli Stati Uniti con My Love.

Di seguito è proposta la lista dei singoli al numero uno nella Billboard Hot 100 nel 2006.
La Billboard Hot 100 è una classifica dei singoli più venduti negli Stati Uniti d'America redatta dal magazine Billboard e stilata sulla base dei dati di vendita calcolati non solo sugli album venduti "fisicamente", ma anche sulle vendite digitali e sui passaggi in radio.
Durante il 2006 sono state 18 le canzoni che hanno raggiunto l'apice della Hot 100,  rappresentando il maggior quantitativo di numero uno dal 1991. A queste si aggiunge anche Don't Forget About Us di Mariah Carey, che aveva iniziato il suo regno nel dicembre 2005.
Durante l'anno sono stati 20 gli artisti che hanno ottenuto la loro prima numero uno nella Hot 100, ovvero D4L, Paul Wall, Ali & Gipp, Slim Thug, James Blunt, Ne-Yo, Daniel Powter, Rihanna, Chamillionaire, Shakira, Wyclef Jean, Taylor Hicks, Nelly Furtado, Timbaland, Fergie, T.I. e Akon. Krayzie Bone e Justin Timberlake, nonostante avessero già ottenuto delle numero uno rispettivamente con i Bone Thugs-n-Harmony e con gli NSYNC, hanno ottenuto la loro prima numero uno da artisti solisti. Justin Timberlake e Beyoncé hanno ottenuto entrambi più di una numero uno durante l'anno, con due ciascuno.
Irreplaceable, della cantante americana Beyoncé, nonostante durante l'anno solare di riferimento è rimasta in vetta per le ultime 3 settimane, viene considerata come la canzone con la più lunga permanenza in vetta del 2006, avendo regnato per un totale di 10 settimane consecutive da dicembre a fine febbraio 2007. Irreplaceable è diventato il 20° singolo a rimanere almeno 10 settimane in prima posizione.
SexyBack, del cantante americano Justin Timberlake, è stata la canzone con il maggior numero di settimane effettive passate in prima posizione durante il 2006, con 7 settimane consecutive. 

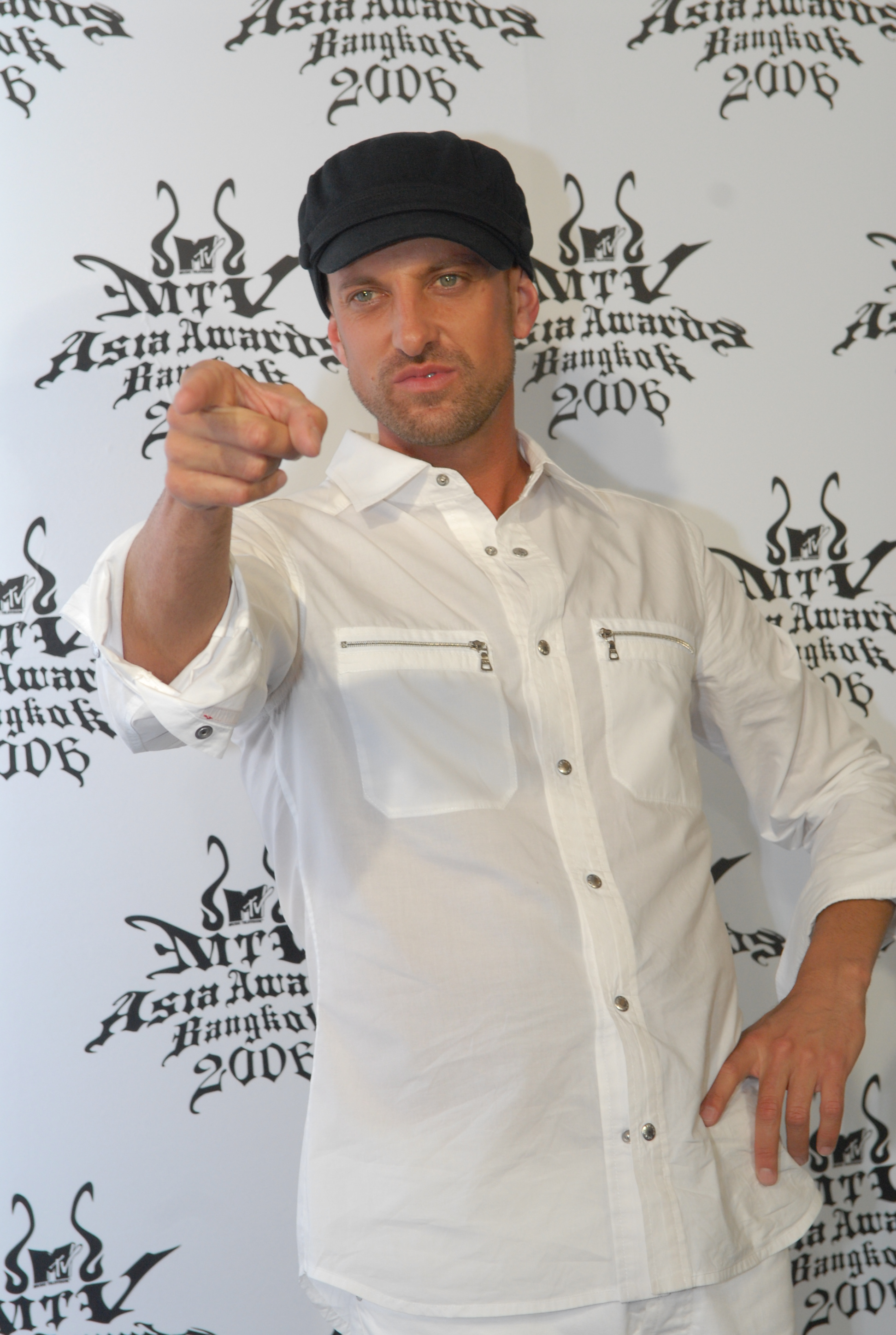
Il cantante canadese Daniel Powter ha ottenuto la sua prima numero uno nella Hot 100 con Bad Day, che è rimasta in vetta per 5 cinque settimane consecutive. La canzone è stata anche quella di maggior successo del 2006, raggiungendo la vetta anche della classifica di fine anno Billboard Year-End Hot 100.

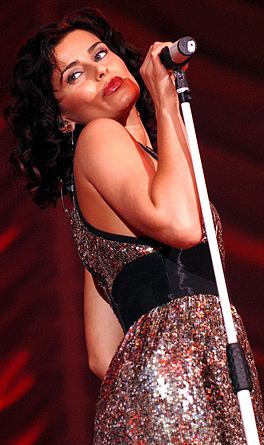
Nelly Furtado ha ottenuto la sua prima numero uno nella Billboard Hot 100 con Promiscuous, che è rimasta in vetta per 6 settimane consecutive.

Tra le altre numero uno durature degne di nota abbiamo Promiscuous, della cantante canadese Nelly Furtado, che ha regnato per 6 settimane consecutive, così comeCheck on It e Bad Day, rispettivamente di Beyoncé e del cantante canadese Daniel Powter, entrambe rimaste in vetta per 5 settimane. Inoltre, la Furtado e Powter sono stati gli unici artisti canadesi che hanno raggiunto l'apice della Hot 100 durante il 2006.
Bad Day è stato il singolo di maggior successo dell'anno, raggiungendo anche la vetta della classifica di fine anno  Billboard Year-End Hot 100 del 2006.
Hips Don't Lie è diventata la prima numero uno nella Hot 100 della carriera della cantante colombiana Shakira sin dai suoi esordi nel 1996. Il risultato le ha permesso di diventare la prima artista colombiana a raggiungere la vetta della Billboard Hot 100.

## Hot 100

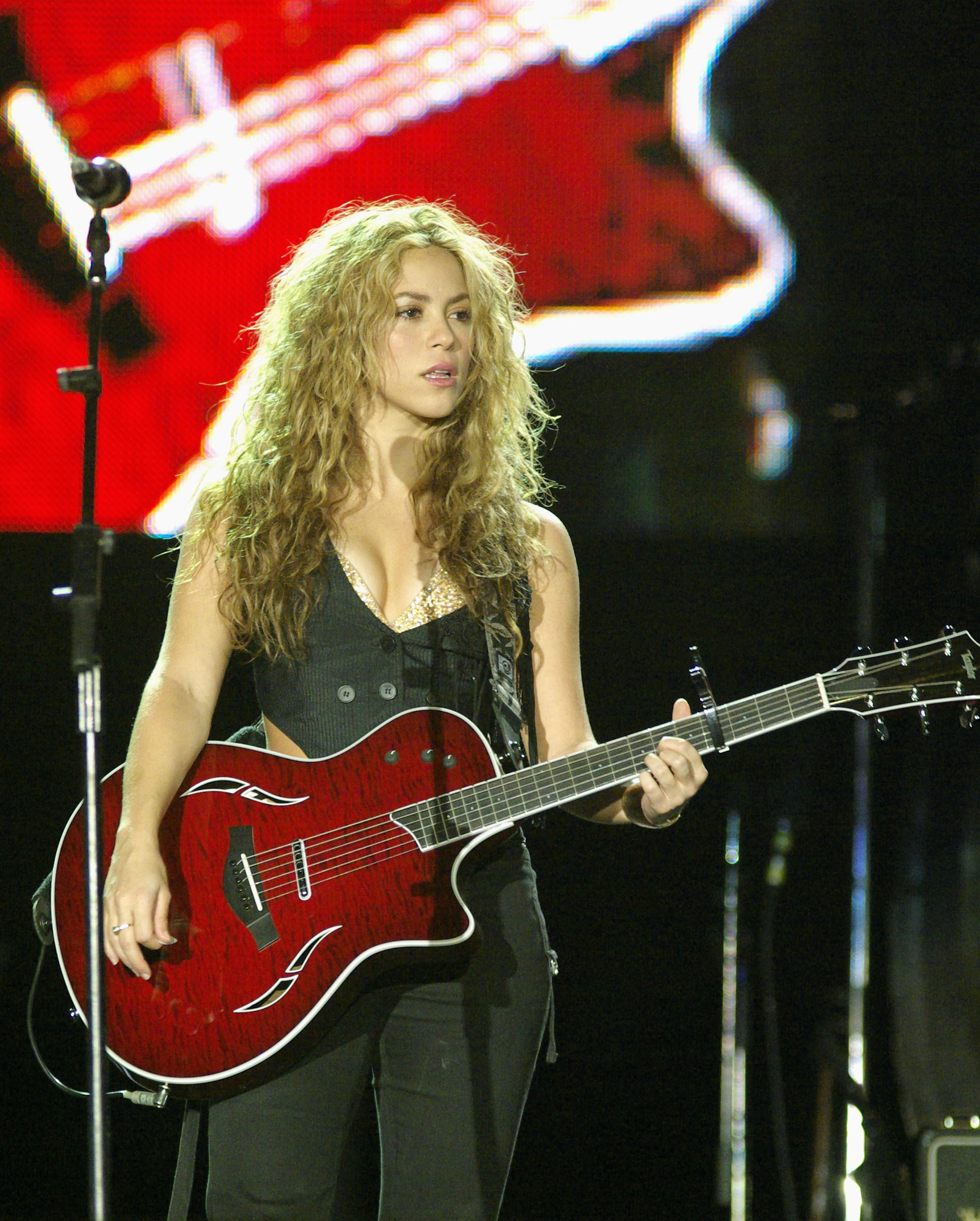
Grazie a Hips Don't Lie, Shakira è diventata la prima artista colombiana a raggiungere la prima posizione nella Hot 100.

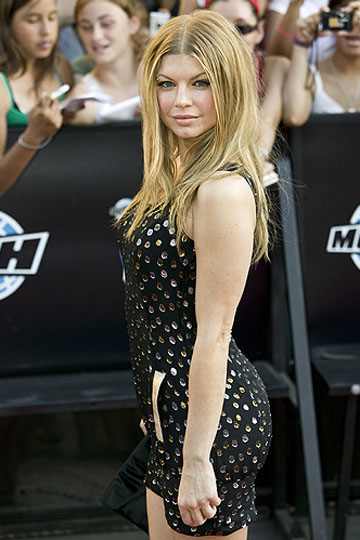
Fergie ha ottenuto la sua prima numero uno negli Stati Uniti con London Bridge, che è rimasta in vetta per 3 settimane consecutive.

| † | Indica la canzone con le migliori prestazioni del 2006 |

| Data         | Brano                 | Artista                           | Totale settimane al numero uno | Fonti  |
| ------------ | --------------------- | --------------------------------- | ------------------------------ | ------ |
| 7 gennaio    | Don't Forget About Us | Mariah Carey                      | 2                              | [ 10 ] |
| 14 gennaio   | Laffy Taffy           | D4L                               | 1                              | [ 11 ] |
| 21 gennaio   | Grillz                | Nelly feat. Paul Wall, Ali & Gipp | 2                              | [ 12 ] |
| 28 gennaio   | Grillz                | Nelly feat. Paul Wall, Ali & Gipp | 2                              | [ 13 ] |
| 4 febbraio   | Check on It           | Beyoncé feat. Slim Thug           | 5                              | [ 14 ] |
| 11 febbraio  | Check on It           | Beyoncé feat. Slim Thug           | 5                              | [ 15 ] |
| 18 febbraio  | Check on It           | Beyoncé feat. Slim Thug           | 5                              | [ 16 ] |
| 25 febbraio  | Check on It           | Beyoncé feat. Slim Thug           | 5                              | [ 17 ] |
| 4 marzo      | Check on It           | Beyoncé feat. Slim Thug           | 5                              | [ 18 ] |
| 11 marzo     | You're Beautiful      | James Blunt                       | 1                              | [ 19 ] |
| 18 marzo     | So Sick               | Ne-Yo                             | 2                              | [ 20 ] |
| 25 marzo     | So Sick               | Ne-Yo                             | 2                              | [ 21 ] |
| 1º aprile    | Temperature           | Sean Paul                         | 1                              | [ 22 ] |
| 8 aprile     | Bad Day †             | Daniel Powter                     | 5                              | [ 23 ] |
| 15 aprile    | Bad Day †             | Daniel Powter                     | 5                              | [ 24 ] |
| 22 aprile    | Bad Day †             | Daniel Powter                     | 5                              | [ 25 ] |
| 29 aprile    | Bad Day †             | Daniel Powter                     | 5                              | [ 26 ] |
| 6 maggio     | Bad Day †             | Daniel Powter                     | 5                              | [ 27 ] |
| 13 maggio    | SOS                   | Rihanna                           | 3                              | [ 28 ] |
| 20 maggio    | SOS                   | Rihanna                           | 3                              | [ 29 ] |
| 27 maggio    | SOS                   | Rihanna                           | 3                              | [ 30 ] |
| 3 giugno     | Ridin'                | Chamillionaire feat. Krayzie Bone | 2                              | [ 31 ] |
| 10 giugno    | Ridin'                | Chamillionaire feat. Krayzie Bone | 2                              | [ 32 ] |
| 17 giugno    | Hips Don't Lie        | Shakira feat. Wyclef Jean         | 2                              | [ 33 ] |
| 24 giugno    | Hips Don't Lie        | Shakira feat. Wyclef Jean         | 2                              | [ 34 ] |
| 1º luglio    | Do I Make You Proud   | Taylor Hicks                      | 1                              | [ 35 ] |
| 8 luglio     | Promiscuous           | Nelly Furtado feat. Timbaland     | 6                              | [ 36 ] |
| 15 luglio    | Promiscuous           | Nelly Furtado feat. Timbaland     | 6                              | [ 37 ] |
| 22 luglio    | Promiscuous           | Nelly Furtado feat. Timbaland     | 6                              | [ 38 ] |
| 29 luglio    | Promiscuous           | Nelly Furtado feat. Timbaland     | 6                              | [ 39 ] |
| 5 agosto     | Promiscuous           | Nelly Furtado feat. Timbaland     | 6                              | [ 40 ] |
| 12 agosto    | Promiscuous           | Nelly Furtado feat. Timbaland     | 6                              | [ 41 ] |
| 19 agosto    | London Bridge         | Fergie                            | 3                              | [ 42 ] |
| 26 agosto    | London Bridge         | Fergie                            | 3                              | [ 43 ] |
| 2 settembre  | London Bridge         | Fergie                            | 3                              | [ 44 ] |
| 9 settembre  | Sexy Back             | Justin Timberlake                 | 7                              | [ 45 ] |
| 16 settembre | Sexy Back             | Justin Timberlake                 | 7                              | [ 46 ] |
| 23 settembre | Sexy Back             | Justin Timberlake                 | 7                              | [ 47 ] |
| 30 settembre | Sexy Back             | Justin Timberlake                 | 7                              | [ 48 ] |
| 7 ottobre    | Sexy Back             | Justin Timberlake                 | 7                              | [ 49 ] |
| 14 ottobre   | Sexy Back             | Justin Timberlake                 | 7                              | [ 50 ] |
| 21 ottobre   | Sexy Back             | Justin Timberlake                 | 7                              | [ 51 ] |
| 28 ottobre   | Money Maker           | Ludacris feat. Pharrell           | 2                              | [ 52 ] |
| 4 novembre   | Money Maker           | Ludacris feat. Pharrell           | 2                              | [ 53 ] |
| 11 novembre  | My Love               | Justin Timberlake feat. T.I.      | 3                              | [ 54 ] |
| 18 novembre  | My Love               | Justin Timberlake feat. T.I.      | 3                              | [ 55 ] |
| 25 novembre  | My Love               | Justin Timberlake feat. T.I.      | 3                              | [ 56 ] |
| 2 dicembre   | I Wanna Love You      | Akon feat. Snoop Dogg             | 1                              | [ 57 ] |
| 9 dicembre   | I Wanna Love You      | Akon feat. Snoop Dogg             | 1                              | [ 58 ] |
| 16 dicembre  | Irreplaceable         | Beyoncé                           | 10                             | [ 59 ] |
| 23 dicembre  | Irreplaceable         | Beyoncé                           | 10                             | [ 60 ] |
| 30 dicembre  | Irreplaceable         | Beyoncé                           | 10                             | [ 61 ] |

Note:
1. ↑  Ha raggiunto il numero uno anche nel 2005
2. ↑  Ha raggiunto il numero uno anche nel 2007